# Ango Sakaguchi
Pour les articles homonymes, voir Sakaguchi.
Ango Sakaguchi (坂口 安吾, Sakaguchi Ango), né à Niigata le 20 octobre 1906 et mort à Kiryū 17 février 1955, est un romancier et essayiste japonais. Il est associé au groupe Buraiha.

## Biographie
Douzième d'une famille de treize enfants, il est né le 20 octobre 1906, de son vrai nom Heigo Sakaguchi (坂口 炳五, Sakaguchi Heigo). Son père Niichirō Sakaguchi (ja) est un homme politique et poète, président du journal Niigata Shinbun (ja). Très tôt il fait l'apprentissage de la solitude et de l'insoumission, ce qu'il nommera plus tard "l'épaisseur existentielle". Il étudie la philosophie de l'Inde et publie en 1931 Kaze hakase (Docteur vent), un conte où apparaît déjà son sens du burlesque et du cynisme. Il entame alors l'écriture d'une œuvre marquée par la déchéance et la provocation, contre les valeurs établies et la morale conformiste. En 1942 paraît Seishun-ron (De la jeunesse), et surtout en 1946 Daraku-ron (La Chute), essai sur sa vision de la guerre qui le rend célèbre et dans lequel il écrit : "Le Japon a perdu, l'éthique des guerriers est morte mais, de cette matrice de vérité qu'est la déchéance, sont enfin nés des êtres humains."
La même année, il poursuit son éloge de la déchéance dans la célèbre nouvelle Hakuchi (ja) (L'Idiote), où dès la première phrase il range côte à côte porcs, chiens, poules, canards et êtres humains. Ses personnages sont des antihéros, marginaux et souvent désespérés, qui tentent de survivre en préservant l'individualité de leur destin, incarnant le sentiment d'une irrémédiable solitude de l'être. De nombreux autres récits, souvent proches de l'autobiographie, notamment Ishi no omoi (Souvenirs d'une pierre) en 1946, témoignent de son expérience de la guerre et de sa critique virulente des préjugés et du Japon bien-pensant de l'après-guerre. En 1948 il reçoit le prix des auteurs japonais de romans policiers pour Furenzoku satsujin jiken (Meurtres sans série). Parallèlement à son mépris de toute morale et de toute institution, sa vision de la société japonaise devient de plus en plus critique, notamment dans Ango shin-Nippon chiri (Nouvelle géographie du Japon d'Ango, 1951), mais ensuite, épuisé par une mélancolie délirante, l'alcool et l'abus de barbituriques, il ne produit presque plus rien et meurt à Kiryū, Préfecture de Gunma, le 17 février 1955, dans une misère dans laquelle il avait librement accepté de vivre.

## Liste des œuvres traduites en français
- 1946 : La Chute, dans Cent ans de pensée au Japon (Tome 1), Éditions Philippe Picquier, 1996.
- 1946 : L'Idiote (白痴, Hakuchi?), suivi de Je voudrais étreindre la mer (私は海を抱きしめてゐたい?), deux nouvelles traduites par Edwige de Chavanes, Le Calligraphe-Picquier, 1986 ; Picquier poche, 1999.
- 1946 : Une femme et la guerre (戦争と一人の女?) dans Les Ailes La Grenade Les Cheveux blancs et douze autres récits (1945-1960), nouvelle traduite par Edwige de Chavanes, Éditions Philippe Picquier, 1986 (réédition 1991) ; Anthologie de nouvelles japonaises (Tome II - 1945-1955) - Les Ailes La Grenade Les Cheveux blancs, Picquier poche, 1998 ; version inédite dans Le Désir - Anthologie de nouvelles japonaises contemporaines Tome 2, nouvelle traduite par Jean-Jacques Tschudin, Éditions du Rocher, 2007.
- 1947 : Sous les fleurs de la forêt de cerisiers (桜の森の満開の下, Sakura no mori no mankai no shita?), dans Anthologie de nouvelles japonaises contemporaines (Tome II), nouvelle traduite par Edwige de Chavanes, Gallimard, 1989.
- 1948 : Meurtres sans série (不連続殺人事件, Furenzoku satsujin jiken?) roman traduit par Estelle Figon, Les Belles Lettres, 2016.

## Adaptations de ses œuvres au cinéma
- 1958 : Je ne perdrai pas jusqu'à ce que je gagne (負ケラレセン勝マデハ, Makeraremasen katsumadewa?) de Shirō Toyoda
- 1975 : Sakura no mori no mankai no shita (桜の森の満開の下?) de Masahiro Shinoda
- 1977 : Furenzoku satsujin jiken (不連続殺人事件?) de Chūsei Sone
- 1998 : Dr. Akagi (カンゾー先生, Kanzō-sensei?) de Shōhei Imamura
- 1999 : Hakuchi, l’idiote (白痴, Hakuchi?) de Makoto Tezuka